# Браян Пропп
Браян Пропп (англ. Brian Propp, нар. 15 лютого 1959, Ланіган, Саскачеван) — колишній канадський хокеїст, що грав на позиції крайнього нападника. Грав за збірну команду Канади.
Провів понад тисячу матчів у Національній хокейній лізі.

## Ігрова кар'єра
Хокейну кар'єру розпочав 1975 року.
1979 року був обраний на драфті НХЛ під 14-м загальним номером командою «Філадельфія Флаєрс». 
Протягом професійної клубної ігрової кар'єри, що тривала 16 років, захищав кольори команд «Філадельфія Флаєрс», «Бостон Брюїнс», «Міннесота Норт-Старс», «Лугано» та «Гартфорд Вейлерс».
Є рекордсменом за кількістю результативних передач в плей-оф (84), один із найкращих крайніх нападників плей-оф (64 голи, 84 передачі).
Загалом провів 1176 матчів у НХЛ, включаючи 160 ігор плей-оф Кубка Стенлі.
Входить до числа гравців, які набрали 1000 очок у чемпіонаті.
Був гравцем молодіжної збірної Канади. Виступав за національну збірну Канади, провів 37 ігор в її складі.

## Нагороди та досягнення
- Учасник матчу усіх зірок НХЛ — 1980, 1982, 1984, 1986, 1990.
- Бронзовий призер чемпіонатів світу 1982 та 1983.

## Інше
У 2007 невдало балотувався від Республіканської партії на місцевих виборах у Берлінгтоні. Після виборів працює директором фірми з комерційної нерухомості в місті Марлтон (Нью-Джерсі).

## Статистика

### Клубні виступи
| Сезон        | Клуб                   | Ліга         | Регулярний сезон | Регулярний сезон | Регулярний сезон | Регулярний сезон | Регулярний сезон | Плей-оф | Плей-оф | Плей-оф | Плей-оф | Плей-оф |
| Сезон        | Клуб                   | Ліга         | І                | Г                | П                | О                | ШХ               | І       | Г       | П       | О       | ШХ      |
| ------------ | ---------------------- | ------------ | ---------------- | ---------------- | ---------------- | ---------------- | ---------------- | ------- | ------- | ------- | ------- | ------- |
| 1975–76      | «Мелвілл Мілліонейрес» | СЮХЛ         | 57               | 76               | 92               | 168              | 36               | —       | —       | —       | —       | —       |
| 1976–77      | «Брендон Вет Кінгс»    | ЗКХЛ         | 72               | 55               | 80               | 135              | 47               | 16      | 14      | 12      | 26      | 5       |
| 1977–78      | «Брендон Вет Кінгс»    | ЗКХЛ         | 70               | 70               | 112              | 182              | 200              | 8       | 7       | 6       | 13      | 12      |
| 1978–79      | «Брендон Вет Кінгс»    | ЗХЛ          | 71               | 94               | 100              | 194              | 127              | 22      | 15      | 23      | 38      | 40      |
| 1979–80      | «Філадельфія Флаєрс»   | НХЛ          | 80               | 34               | 41               | 75               | 54               | 19      | 5       | 10      | 15      | 29      |
| 1980–81      | «Філадельфія Флаєрс»   | НХЛ          | 79               | 26               | 40               | 66               | 110              | 12      | 6       | 6       | 12      | 32      |
| 1981–82      | «Філадельфія Флаєрс»   | НХЛ          | 80               | 44               | 47               | 91               | 117              | 4       | 2       | 2       | 4       | 4       |
| 1982–83      | «Філадельфія Флаєрс»   | НХЛ          | 80               | 40               | 42               | 82               | 72               | 3       | 1       | 2       | 3       | 8       |
| 1983–84      | «Філадельфія Флаєрс»   | НХЛ          | 79               | 39               | 53               | 92               | 37               | 3       | 0       | 1       | 1       | 6       |
| 1984–85      | «Філадельфія Флаєрс»   | НХЛ          | 76               | 43               | 54               | 97               | 43               | 19      | 8       | 10      | 18      | 6       |
| 1985–86      | «Філадельфія Флаєрс»   | НХЛ          | 72               | 40               | 57               | 97               | 47               | 5       | 0       | 2       | 2       | 4       |
| 1986–87      | «Філадельфія Флаєрс»   | НХЛ          | 53               | 31               | 36               | 67               | 45               | 26      | 12      | 16      | 28      | 10      |
| 1987–88      | «Філадельфія Флаєрс»   | НХЛ          | 74               | 27               | 49               | 76               | 76               | 7       | 4       | 2       | 6       | 8       |
| 1988–89      | «Філадельфія Флаєрс»   | НХЛ          | 77               | 32               | 46               | 78               | 37               | 18      | 14      | 9       | 23      | 14      |
| 1989–90      | «Філадельфія Флаєрс»   | НХЛ          | 40               | 13               | 15               | 28               | 31               | —       | —       | —       | —       | —       |
| 1989–90      | «Бостон Брюїнс»        | НХЛ          | 14               | 3                | 9                | 12               | 10               | 20      | 4       | 9       | 13      | 2       |
| 1990–91      | «Міннесота Норт-Старс» | НХЛ          | 79               | 26               | 47               | 73               | 58               | 23      | 8       | 15      | 23      | 28      |
| 1991–92      | «Міннесота Норт-Старс» | НХЛ          | 51               | 12               | 23               | 35               | 49               | 1       | 0       | 0       | 0       | 0       |
| 1992–93      | «Міннесота Норт-Старс» | НХЛ          | 17               | 3                | 3                | 6                | 0                | —       | —       | —       | —       | —       |
| 1992–93      | «Лугано»               | ЧШ           | 24               | 21               | 6                | 27               | 32               | 9       | 5       | 1       | 6       | 28      |
| 1993–94      | «Гартфорд Вейлерс»     | НХЛ          | 65               | 12               | 17               | 29               | 44               | —       | —       | —       | —       | —       |
| 1994–95      | ХК «Англет»            | Франція-1    | 27               | 32               | 19               | 51               | 74               | —       | —       | —       | —       | —       |
| Усього в НХЛ | Усього в НХЛ           | Усього в НХЛ | 1016             | 425              | 579              | 1004             | 830              | 160     | 64      | 84      | 148     | 151     |
| Усього в ЗХЛ | Усього в ЗХЛ           | Усього в ЗХЛ | 213              | 219              | 292              | 511              | 374              | 46      | 36      | 41      | 77      | 57      |

### Збірна
| Рік                | Команда            | Турнір             |    | І  | Г | П  | О  | ШХ |
| ------------------ | ------------------ | ------------------ | -- | -- | - | -- | -- | -- |
| 1979               | Канада             | МЧС                | 5  | 2  | 1 | 3  | 2  |    |
| 1982               | Канада             | ЧС                 | 10 | 3  | 1 | 4  | 4  |    |
| 1983               | Канада             | ЧС                 | 10 | 4  | 4 | 8  | 6  |    |
| 1987               | Канада             | КК                 | 9  | 2  | 2 | 4  | 2  |    |
| 1992               | Канада             | КШ                 | 3  | 3  | 1 | 4  | 2  |    |
| Національна збірна | Національна збірна | Національна збірна | 37 | 14 | 9 | 23 | 16 |    |